# Lasana
Lasana è un census-designated place degli Stati Uniti d'America, situato nella contea di Cameron dello Stato del Texas. Fa parte dell'area metropolitana di Brownsville–Harlingen.

## Geografia fisica
Lasana è situata a 26°15′20″N 97°41′40″W (26.255651, -97.694523).
Secondo lo United States Census Bureau, ha un'area totale di 0,90 miglia quadrate (2,30 km²).

## Società

### Evoluzione demografica
Secondo il censimento del 2000, c'erano 135 persone, 42 nuclei familiari, e 30 famiglie residenti nella città. La densità di popolazione era di 149,7 persone per miglio quadrato (57,9/km²). C'erano 50 unità abitative a una densità media di 55,5 per miglio quadrato (21,5/km²). La composizione etnica della città era formata dal 66,67% di bianchi, l'1.48% di nativi americani, il 30,37% di altre razze, e l'1.48% di due o più etnie. Ispanici o latinos di qualunque razza erano il 94,81% della popolazione.
C'erano 42 nuclei familiari di cui il 33,3% avevano figli di età inferiore ai 18 anni, il 69,0% erano coppie sposate conviventi, il 4,8% aveva un capofamiglia femmina senza marito, e il 26,2% erano non-famiglie. Il 16,7% di tutti i nuclei familiari erano individuali e il 4,8% aveva componenti con un'età di 65 anni o più che vivevano da soli. Il numero di componenti medio di un nucleo familiare era di 3,21 e quello di una famiglia era di 3,84.
La popolazione era composta dal 26,7% di persone sotto i 18 anni, il 12,6% di persone dai 18 ai 24 anni, il 32,6% di persone dai 25 ai 44 anni, il 17,8% di persone dai 45 ai 64 anni, e il 10,4% di persone di 65 anni o più. L'età media era di 30 anni. Per ogni 100 femmine c'erano 80,0 maschi. Per ogni 100 femmine dai 18 anni in giù, c'erano 86,8 maschi.
Il reddito medio di un nucleo familiare era di 16.667 dollari, e quello di una famiglia era di 43.750 dollari. I maschi avevano un reddito medio pro capite di 35.625 dollari contro i 28.125 dollari delle femmine. Il reddito medio pro capite era di 8.820 dollari. C'erano il 44,4% delle famiglie e il 36,0% della popolazione che vivevano sotto la soglia di povertà, incluso il 53,8% di persone sotto i 18 anni e il 100,0% di persone sopra i 64 anni.